# Maharashtrawadi Gomantak Party

Der indische Löwe ist das Parteisymbol der Maharashtrawadi Gomantak Party

Die Maharashtrawadi Gomantak Party (MGP) (Marathi महाराष्ट्रवादी गोमंतक पक्ष) ist eine Regionalpartei im indischen Bundesstaat Goa. In den ersten Jahrzehnten nach der Eingliederung Goas nach Indien 1961 hatte die MGP eine größere Bedeutung für die Politik Goas. Heute ist ihr politisches Gewicht stark zurückgegangen.

## Parteigeschichte
Die Partei wurde 1963, zwei Jahre nach dem Ende des portugiesischen Kolonialreichs in Indien gegründet. 
Die Partei bezog ihre Wählerschaft vor allem aus der ärmeren Hindu-Bevölkerung Goas. Die ersten beiden Chief Minister, die Goa zwischen 1963 und 1979 regierten, kamen aus der MGP. Damals bestand eine starke Tendenz in der MGP, Goa, das bis zum Jahr 1987 Unionsterritorium war und erst danach den Status eines Bundesstaates erhielt, mit dem benachbarten Maharashtra zu vereinigen. Die MGP befürwortete auch die Einführung von Marathi als offizieller Sprache Goas gegenüber dem in Goa ebenfalls häufig gebrauchten Konkani. Der politische Hauptopponent in dieser Zeit war die United Goans Party (UGP), die vor allem Anhänger unter oberen Hindu-Kasten und unter den Goa-Katholiken hatte und in beiden Fragen gegenteilige Standpunkte vertrat.
Die MGP gewann die ersten Wahlen zum Parlament des Unionsterritoriums Goa, Daman und Diu 1963. Dayanand Bandodkar (MGP) wurde Chief Minister und verblieb in diesem Amt 1963–66 und 1967–73. Bandodjkar betrieb die Eingliederung Goas nach Maharashtra, sowie die Daman und Dius nach Gujarat, was jedoch in einem Referendum am 16. Januar 1967 von der Bevölkerung Goas mehrheitlich abgelehnt wurde. Nachdem Bandokar 1973 verstorben war, folgte ihm seine Tochter Shashikala Kakodkar (MGP) im Amt des Chief Ministers, das sie bis 1980 innehatte. Die Wahl zum Parlament von Goa, Daman und Diu 1980 wurde durch den Congress (U), eine Abspaltung der indischen Kongresspartei, gewonnen. In der Folgezeit stellte die MGP keinen Chief Minister mehr und ihre Bedeutung ging zunehmend zurück. Vergleichbares passierte mit ihrer Hauptrivalin, der UGP. Heute wird die politische Landschaft Goas weitgehend durch die Bharatiya Janata Party (BJP) und die Kongresspartei bestimmt. Regionalparteien spielen nur noch eine untergeordnete Rolle.

## Wahlergebnisse
Die folgende Tabelle zeigt die Wahlergebnisse der MGP bei gesamtindischen Wahlen (für die Lok Sabha wählt Goa zwei Abgeordnete) und bei Wahlen zum Parlament von Goa. Bei den gesamtindischen Wahlen seit 1998 erreichte die MGP jeweils weniger als 0,01 % der gesamtindischen Stimmen und gewann keine Wahlkreise, so dass diese Wahlergebnisse nicht mehr aufgeführt sind.
| Jahr | Wahl                       | Stimmen- anteil | Parlaments- sitze |
| ---- | -------------------------- | --------------- | ----------------- |
| 1967 | Wahl zur Lok Sabha 1967    | 0 %             | 0/520             |
| 1967 | Wahl zum Parlament von Goa | 40,42 %         | 16/30             |
| 1971 | Wahl zur Lok Sabha 1971    | 0,04 %          | 0/518             |
| 1972 | Wahl zum Parlament von Goa | 38,30 %         | 18/30             |
| 1977 | Wahl zur Lok Sabha 1977    | 0,06 %          | 1/542             |
| 1977 | Wahl zum Parlament von Goa | 38,49 %         | 15/30             |
| 1980 | Wahl zur Lok Sabha 1980    | 0,06 %          | 1/529             |
| 1980 | Wahl zum Parlament von Goa | 36,38 %         | 7/30              |
| 1984 | Wahl zur Lok Sabha 1984    | 0,04 %          | 0/514             |
| 1984 | Wahl zum Parlament von Goa | 21,12 %         | 8/30              |
| 1989 | Wahl zur Lok Sabha 1989    | 0,04 %          | 1/529             |
| 1989 | Wahl zum Parlament von Goa | 38,78 %         | 18/40             |
| 1991 | Wahl zur Lok Sabha 1991    | 0,02 %          | 0/521             |
| 1994 | Wahl zum Parlament von Goa | 22,24 %         | 12/40             |
| 1996 | Wahl zur Lok Sabha 1996    | 0,02 %          | 1/543             |
| 2002 | Wahl zum Parlament von Goa | 7,16 %          | 2/40              |
| 2007 | Wahl zum Parlament von Goa | 8,65 %          | 2/40              |
| 2012 | Wahl zum Parlament von Goa | 6,72 %          | 3/40              |
| 2017 | Wahl zum Parlament von Goa | 11,27 %         | 3/40              |